# Iwona Nowakowska-Kempna
Iwona Elżbieta Nowakowska-Kempna (ur. 1949 w Siemianowicach Śląskich) – polonistka i slawistka, filolog, specjalizująca się w językoznawstwie ogólnym; nauczycielka akademicka związana z uczelniami w Katowicach i Bielsku-Białej oraz Częstochowie.

## Życiorys
Urodziła się w 1949 roku w Siemianowicach Śląskich. W Katowicach ukończyła tam kolejno Szkołę Podstawową nr 1, a następnie w 1967 roku tamtejsze II Liceum Ogólnokształcące im. Marii Konopnickiej. Po zdanym egzaminie maturalnym z wyróżnieniem podjęła studia na Uniwersytecie Jagiellońskim. Studiowała Filologię Polską (1967-1972) i Filologię Słowiańską, w zakresie bułgarystyki (1968-1973). Po ukończeniu studiów rozpoczęła pracę w Uniwersytecie Śląskim (1972-2001).
Pracowała w latach 1972–1988 w Instytucie Języka Polskiego UŚ, a następnie w latach 1988–2001 w Instytucie Filologii Słowiańskiej UŚ. Na Uniwersytecie Śląskim otrzymała także kolejno stopnie naukowe doktora i doktora habilitowanego. Rozprawę habilitacyjną obroniła w Uniwersytecie Warszawskim w 1986 roku. W 1998 roku prezydent Rzeczypospolitej Polskiej nadał jej tytuł profesora nauk humanistycznych.
Poza pracą naukowo-dydaktyczną na Uniwersytecie Śląskim wykładała także na Wydziale Nauk Społeczno-Pedagogicznych w Katowicach Wyższej Szkoły Pedagogicznej Towarzystwa Wiedzy Powszechnej, a w 2001 roku zajęła się organizacją Wydziału Humanistyczno-Społecznego w Akademii Techniczno-Humanistycznej w Bielsku-Białej. Przez dwie kadencje od 2001 do 2008 roku pełniła funkcję jego dziekana. Poza tym zorganizowała na nim Katedry Studiów Środkowoeuropejskich (2002-2004) oraz Językoznawstwa Ogólnego i Metodologii Badań Humanistycznych (2004-2008). W latach 2008–2009 była również pracownikiem Instytutu Języka Polskiego PAN w Krakowie. W latach 2008–2014 pracowała jako kierownik Katedry Kulturowych i Chrześcijańskich Podstaw Edukacji Akademii Ignatianum w Krakowie. W Uniwersytecie Humanistyczno-Przyrodniczym im. Jana Długosza w Częstochowie (poprzednio Akademii im. Jana Długosza) jest Przewodniczącą Rady Dyscypliny Instytutu Językoznawstwa na Wydziale Humanistycznym.
W wyborach do Parlamentu Europejskiego w 2004 roku kandydowała z listy Inicjatywy dla Polski, która nie osiągnęła progu wyborczego.

## Dorobek naukowy
Jej zainteresowania naukowe i badawcze koncentrują się wokół problematyki związanej z szeroko pojętym językoznawstwem ogólnym. Do najważniejszych prac Iwony Nowakowskiej-Kempnej należą:

### Monografie
1. Transpozycje nazw własnych z języka polskiego na języki południowosłowiańskie, Katowice 1979, s. 196.
2. Konstrukcje składniowe z leksykalnymi wykładnikami predykatów uczuć, Katowice 1986, s. 326.
3. Konceptualizacja uczuć w języku polskim: prolegomena, Warszawa 1995, s. 272.
4. Polszczyzna kresowa na Śląsku, Katowice 1996, s. 45.
5. Jednostki językowe w analizie prototypowej, Katowice 2000, s. 217.
6. Konceptualizacja uczuć w języku polskim. Część II, Data, Warszawa 2000, s. 435.
7. Konceptualizacja uczuć w języku bułgarskim / Konceptualizacija na čuvstva v bălgarskija ezik. / rec. prof. zw dr hab. Barbara Lewandowska-Tomaszczyk, prof. zw. dr hab. Wiesław Boryś. Wyd. UJD, Częstochowa 2018, s. 268. [w druku].

### Druki zwarte
1. Wybór współczesnych tekstów polskich (współautor: E. Gawęda), Katowice 1978, s. 44.
2. Nauczanie języka polskiego jako ojczystego, etnicznego i obcego (redaktor), Wrocław 1992.
3. Język a kultura, t. 8, Podstawy metodologiczne semantyki współczesnej (redaktor), Wrocław 1992, s. 293.
4. Śląsk w badaniach językoznawczych: badanie pogranicza językowo-kulturowego polsko-czeskiego, T. 1 (redaktor), Katowice 1993, s. 200.
5. Śląsk w badaniach językoznawczych: badanie pogranicza językowo-kulturowego polsko-czeskiego, T. 3, Rodzina: język – tradycja – tożsamość (redaktor), Katowice 1997, s. 211.
6. Śląsk jako region pogranicza językowo-kulturowego w edukacji (redaktor),t. 2, Katowice 1997, s. 298.
7. EFFATA – Otwórz się. Logopedia jako nauka interdyscyplinarna: teoretyczna i stosowana (redaktor). Wydawnictwo UŚ, Katowice 1998, s. 280.
8. Uczucia w języku i tekście (współredaktor obok A. Dąbrowskiej i J. Anusiewicza), Język a kultura, t. 14, Wrocław 2000, s. 297.
9. Uczeń na pograniczu polsko-słowackim (redaktor), Bielsko-Biała 2007, s. 375.
10. W harmonii z naturą – elementy ekologii w pedagogice i sztuce, seria naukowa: PEDAGOGIKA – LOGOPEDIA – GLOTTODYDAKTYKA, t. I, red. M. Knapik,
11. A. Łobos, I. Nowakowska-Kempna, WAM, Kraków, 2009, s. 180.
12. Studia z logopedii i neurologopedii, seria naukowa: PEDAGOGIKA – LOGOPEDIA – GLOTTODYDAKTYKA, t. II, red. I. Nowakowska-Kempna, WAM, Kraków, 2009, s. 250.
13. Studia z neurologopedii, seria naukowa: PEDAGOGIKA – LOGOPEDIA – GLOTTODYDAKTYKA, t. III, red. I. Nowakowska-Kempna, D. Pluta-Wojciechowska, WAM, Kraków, 2010, s. 253.
14. Rzecz o dziele Piotra Skargi SJ. Słowo o duchowości, patriotyzmie i wychowaniu, red. I. Nowakowska-Kempna, M. Chrost, WAM, Kraków, 2012, s. 304.
15. Uniwersalne wartości kultury w edukacji i terapii, seria naukowa, PEDAGOGIKA – LOGOPEDIA – GLOTTODYDAKTYKA, t. V, red. I. Nowakowska-Kempna, WAM, Kraków, 2012, s. 465.
16. Dziedzictwo kulturowo-historyczne REGIONU, seria naukowa: PEDAGOGIKA – LOGOPEDIA – GLOTTODYDAKTYKA, t. VI, red. I. Nowakowska-Kempna, WAM, Kraków, 2012, s. 237.
17. Współczesne strategie i nowe wyzwania w wychowaniu przedszkolnym i edukacji wczesnoszkolnej, seria naukowa: PEDAGOGIKA – LOGOPEDIA – GLOTTODYDAKTYKA, t. VII, WAM, Kraków, 2013, s. 209.

### Studia, rozprawy, artykuły
1. Język mieszkańców Katowic, [w:] Rocznik Katowicki 1972/73, s. 23–27.
2. Werbalny prefiks po- w języku polskim i bułgarskim, [w:] Prace Językoznawcze 3, Katowice 1976, s. 31–43.
3. Nacechowanie emocjonalne języka katowiczan, [w:] Miejska polszczyzna mówiona. Metodologia badań, red. W. Lubaś, Katowice 1976, s. 8–17.
4. Możliwości i ograniczenia przekładu nazw własnych nacechowanych stylistycznie, [w:] z Zagadnień języka artystycznego, Kraków 1977, s. 23–27.
5. Polskie nazwy miejscowe (analiza synchroniczna), [w:] Onomastyka, Prace Językoznawcze, t. 4, Prace Naukowe UŚ nr 201, Katowice 1978, s. 25–34.
6. Pozycja nazw własnych w przekładzie dzieła literackiego, [w:] Język artystyczny, t. I, red. A. Wilkoń, Katowice 1979, s. 196–214.
7. Sposoby porozumiewania się w hali produkcyjnej (współautor: J. Janas), [w:] Socjolingwistyka 2, Analizy i syntezy, red. W. Lubaś, Warszawa-Kraków-Katowice 1979, s. 197–206.
8. Wybrane zagadnienia składnika syntaktycznego w czwartym systemie wersyfikacyjnym, [w:] Studia i szkice o współczesnej polszczyźnie III, red. H. Wróbel, Katowice 1983, s. 59–85.
9. Próba charakterystyki predykatów uczuć, [w:] Studia i szkice o współczesnej polszczyźnie IV, red. H. Wróbel, Katowice 1983, s. 54–64, współautor: E. Jędrzejko.
10. Negacja znaczenia w akcie komunikacji (na przykładzie dysputy), [w:] „Problemy komunikacié”, Banská Bistrica 1984, s. 38–42.
11. Próba charakterystyki predykatów uczuć (Współautorka: E. Jędrzejko), [w:] Studia i szkice o współczesnej polszczyźnie IV.. Red. H. Wróbel, Katowice 1985, s. 54–64.
12. Struktura semantyczna predykatów uczuć a konstrukcje pytajne, [w:] „Polonica” X 1985, s. 11–21.
13. Struktury składniowe a rym, [w:] Język Artystyczny nr 3, red. A. Wilkoń, Katowice 1985, s. 66–91.
14. O uczuciach i ich objawach w świetle semantyki leksykalnej (Współautorka: E. Jędrzejko), [w:] „Przegląd Humanistyczny 1986, nr 7/8, s. 81–90.
15. Catégorie du temps et l’interprétation sémantique du prédicat, [w:] „Neophilologica” V, Katowice 1986, s. 87–99.
16. O uczuciach i stanach emocjonalnych (Próba analizy semantycznej), [w:] „Przegląd Humanistyczny” 1987, s. 113–129.
17. Conséquences grammaticale et lexicale de l’application de la perspective fonctionnelle, [w:] „Neophilologica” VII, 1988, s. 95–118.
18. Analyse linguistique des jugements de l’évaluation (Współautorka: J. Grymel), [w:] „Neophilologica” VIII, Katowice 1988, s. 50–67.
19. Rélation causale et structure thème – rhème (Współautorka: J. Grymel), [w:] Acte du III-e Colloque de Langues Slavo-romanes, red. S. Karolak, W. Banyś, Katowice-Kraków 1989, s. 214–230.
20. Aproksymacja semantycznego continuum, [w:] Podstawy metodologiczne semantyki współczesnej. „Język a kultura”, t. 8, Wrocław 1992, s. 125–157.
21. Czy istnieje granica między semazjologią a onomazjologią w świetle analizy semowej?, [w:] „Prace Filologiczne” nr 35, Warszawa 1992, s. 234–244.
22. Niektóre aspekty nauczania języków obcych w świetle semantyki antropologicznej i kognitywnej, [w:] Nauczanie, 1992, s. 49–63.
23. Miejsce leksykologii w kognitywizmie, [w:] Opisać słowa, red. A. Markowski, Warszawa 1992, s. 118–133.
24. Pogranicze językowo-kulturowe w perspektywie badań językoznawstwa porównawczego, [w:] Śląsk w badaniach językoznawczych: badanie pogranicza językowo-kulturowego polsko-czeskiego, T. 1 (redaktor), Katowice 1993, s. 22–36.
25. Definiowanie znaczenia wyrażeń w kognitywizmie. Wybrane zagadnienia, [w:] O definicjach i definiowaniu (red. J. Bartmiński, R. Tokarski), Lublin 1993, s. 161–180.
26. Valeurs heuristiques de la syntaxe sémantique, [w:] Etude linguistique de langues slaves et romanes. Praca zbiorowa poświęcona S. Karolakowi, Kraków 1993, s. 191–201.
27. La théorie sémantico-syntaxique est-elle un programme scientifique de recherche?, [w:] “Neophilologica” IX, Katowice 1993, s. 61–72.
28. Le rôle de la conventionnalité dans la sémantique cognitive, [w:] “Neophilologica” IX, Katowice 1993, s. 104–113.
29. O potrzebie badań językowego obrazu świata gwar zachodniocieszyńskich w Republice Czeskiej, [w:] Jazyk a literatura v česko-polském kontextu, Red.: J. Svoboda, Ostrava 1994, 17-27.
30. Zróżnicowanie współczesnej polszczyzny w zachodniej części Śląska Cieszyńskiego w Republice Czeskiej, [w:] K diferenciaci součesneho mluveného jazyka, Red.: D. Davidova, Ostrava 1994, s. 166–179.
31. Etyka – ruch ku górze, [w:] Etyka w środowisku akademickim. Materiały sympozjum poświęconego etyce w badaniach naukowych, Katowice 1994, s. 173–181.
32. Zastosowanie analizy kognitywnej do badania języka dzieci i młodzieży, [w:] Studia Logopedyczne 2: Językowy obraz świata dzieci i młodzieży, Red.:J. Ożdżyński, Kraków 1995, s. 9–32.
33. Z historii logopedii na Śląsku (Współautor: M. Chęciek), [w:] Logopedia nr 23, Lublin 1996, s. 57–69.
34. Konceptualizacja PSA w języku polskim w świetle formułowania ocen, [w:] Acta Neophilologica, red. A. Wawrzyńczyk, Częstochowa 1996, s. 41–51.
35. Rodzina polska w Republice Czeskiej i na Zaolziu, [w:] Śląsk w badaniach językoznawczych: badanie pogranicza językowo-kulturowego polsko-czeskiego, T. 3, Rodzina: język – tradycja – tożsamość (redaktor), Katowice 1997, s. 135–155.
36. Górny Ślqsk jako mała ojczyzna. Podstawowe wykładniki językowe, [w:] Śląskjako region pogranicza językowo-kulturowego w edukacji (redaktor), Katowice 1997, s. 26–48.
37. Kategoria TOŻSAMOŚCI w poezji cieszyńskiej, [w:] „Regionální literatura a její literárnĕ vĕdný výklad a hodmocení”, Ostrava 1997, s. 73–80.
38. Utopie, stereotypy i paradygmaty w teoriach lingwistycznych, [w:] Utopie w językach, kulturach i literaturach Słowiań, t. 1, Ze świadomości utopijnej w refleksji językowej, red. E. Tokarz, Katowice 1997, s. 66–97.
39. Możliwości i ograniczenia przekładu nazw własnych nacechowanych stylistycznie, [w:] Z zagadnień języka artystycznego, red. J. Bubak, A. Wilkoń, Kraków 1997, s. 29–46.
40. Językowe i kulturowe wyznaczniki zachodnich ziem Śląska Cieszyńskiego – Zaolzia (współautor: B. Cząstka-Szymon), [w:] Prace Językoznawcze nr 25. Tom poświęcony prof. A. Kowalskiej, Red.: O. Wolińska, Katowice 1998, s. 32–40,.
41. Społeczne aspekty dyspersji, [w:] „Effata – Otwórz się”. Logopedia jako nauka interdyscyplinarna: teoretyczna i stosowana (redaktor), Katowice 1998, s. 84–91.
42. Edukacja semantyczna w nauczaniu początkowym, [w:] Nauczanie języka polskiego, Red.: M.T. Michalewska, Katowice 1999, s. 97–109.
43. Między SACRUM i PROFANUM – o drzwiach i progu DOMU we frazeologii i przysłowiach polskich i słoweńskich (współautor: A. Będkowska-Kopczyk), [w:] W kręgu kultury Słowian, Red.: E. Tokarz, Katowice 1999, s. 233–238.
44. Kształcenie kompetencji uczniów w środowisku dwujęzycznym Zaolzia, [w:] Nauczanie języka polskiego na świecie, Red.: J. Mazur, Lublin 1999, s. 18–25.
45. Fakt językowy w kognitywizmie (na przykładzie kategorii), [w:] Nowe czasy, nowe „języki”, stare (i nowe) problemy (red. E. Jędrzejko), Katowice 1999, s. 37–48.
46. Kształcenie kompetencji semantycznej uczniów w nauczaniu zintegrowanym i ćwiczeniach logopedycznych, [w:] Edukacja polonistyczna i matematyczna dzieci, Red.: B. Rocławski, Gdańsk 2000, s. 12, WYD. INTERNETOWE.
47. Edukacja regionalna. Współpraca uczelni wyższych ze szkołami, [w:] Dziedzictwo kulturowe w regionie, Katowice 2000, s. 9–18.
48. Ciało w umyśle czy język ciała, [w:] Język a kultura, t. 14: Uczucia w języku i tekście współredaktor obok Anny Dąbrowskiej i Janusza Anusiewicza, Wrocław 2000, s. 25–59.
49. Wartość prawdy w dydaktyce uniwersyteckiej, [w:] Język polski jako przedmiot dydaktyki uniwersyteckiej, Red.: J. Bartmiński, M. Karwatowska, Lublin 2000, s. 101–117.
50. GWARA w dziedzictwie kulturowym regionu, [w:] Edukacja polonistyczna i matematyczna dzieci, Red.: B. Rocławski, Gdańsk 2000, s. 11, WYD. INTERNETOWE.
51. Wokół przedpojęciowych schematów wyobrażeniowych na przykładzie opozycji semantycznej GÓRA-DÓŁ (współautor: A. Będkowska-Kopczyk), [w:] Studia Macedonica, Skopje 2000.
52. Komunikacja emocji a konwencja kulturowa, [w:] Jazykova komunikacia v 21. storoči: 4. medzinárodná vedecká konferencia o komunikácii, red. M. Krčmová, V. Patráš, P. Odaloš, Banská Bistrica 2001, s. 262–266.
53. Metafora bliskości i więzi w przedkonceptualnych schematach wyobrażeniowych, [w:] Nadzieje i zagrożenia: Slawistyka i komparystyka u progu nowego tysiąclecia, Red.: J. Zarek, Katowice 2002, s. 454–459, współautor: Agnieszka Będkowska-Kopczyk.
54. Współczesne doświadczanie przestrzeni w ujęciu językoznawczym (współautor: A. Będkowska-Kopczyk), [w:] Akademia: pismo Akademii Techniczno-Humanistycznej nr 1, Bielsko-Biała 2002, s. 21–22.
55. Głowa i serce we frazeologii polskiej i słoweńskiej, [w:] Języki i tradycje Słowian, Red.: Emil Tokarz, Katowice 2003, s. 57–62, współautor: Agnieszka Będkowska-Kopczyk.
56. Doświadczenia kurczenia się czasu i przestrzeni – próba ujęcia w aspekcie społecznym i lingwistycznym (współautor: A. Będkowska-Kopczyk), [w:] Z zagadnień literatury, kultury i języka, Red.: B. Tokarz, Katowice 2003 s. 219–222.
57. The imagery of the path-goal schema in Polish, Russian, Bulgarian and Slovenian (współautorzy: Z. Kowalik, T. Żeberek, A. Będkowska-Kopczyk), [w:] Imagery in language: festschrift in honour of Professor Roland W. Langacker, Red.: B. Lewandowska-Tomaszczyk, A. Kwiatkowska, Frankfurt am Main 2004, s. 361–372.
58. Kategorija čuvstva v kognitivnom jazykoznanii, [w:] Psihologičeskaja Služba: naučno-metodičeskij žurnal no 6, Minsk 2004, s. 5–11.
59. Schemat wyobrażeniowy ŚCIEŻKA-CEL w językach polskim, rosyjskim, bułgarskim i słoweńskim (współautorzy: Z. Kowalik, T. Żeberek, A. Będkowska-Kopczyk), [w:] Studia Z Filologii Polskiej i Słowiańskiej nr 39, 2004, s. 197–217.
60. Agens jako prototyp podmiotu w zdaniu. Prototypowość zdań agentywnych, [w:] Jezikova prednost, red.: M. Jesenšek, wyd. Zora, Maribor 2006.
61. Moherowe berety, czyli o nowych frazemach w polskiej i bułgarskiej polityce, [w:] Paisievi četenija. Meždunarodna slavistična konferencja. Ezikoznanie, Plovdiv 2006, s. 109–123.
62. Wypracowania maturalne uczniów szkół zaolziańskich jako teksty kultury, [w:] Teksty kultury: oblicza komunikacji XXI wieku. 2, Red.: J. Mazur, M. Rzeszutko-Iwan, Lublin 2006, s. 205–216.
63. Chorwacja – mały kraj na wielkie wakacje, czyli o reklamie, [w:] Polska i Chorwacja w Europie Środkowej: integracja europejska w tradycji i przyszłości, Red.: Piotr Żurek, Bielsko-Biała 2007, s. 383–387.
64. Język i kultura pogranicza, [w:] Uczeń na pograniczu polsko-słowackim (redaktor), Bielsko-Biała 2007, s. 37–51.
65. „Polak czy Słowak to jedna rodzina”: analiza prac uczniów na temat krajobrazu kulturowego Sąsiada – Słowaka, [w:] Uczeń na pograniczu polsko-słowackim (redaktor), Bielsko-Biała 2007, s. 129–138.
66. Patofonetyka jako przedmiot logopedii (współautor: D. Pluta-Wojciechowska), [w:] Afazja i autyzm – zaburzenia mowy oraz myślenia, red. M. Młynarska, T. Semereka, Wrocław 2007.
67. Słowo prawdziwe jako sposób dotarcia do świata dziecka: uwagi o użyteczności przyczynowej teorii referencji w badaniach psychologiczno-pedagogicznych, [w:] Prace psychologiczno-pedagogiczne, Red.: Yuri Karandashev, Tatiana Senko, Danuta Pluta-Wojciechowska, Bielsko-Biała 2007, s. 18–23.
68. Semantyka w kognitywnej teorii języka, [w:] Logopedia, t. 2, Materiały z międzynarodowej konferencji logopedycznej, red. M. Młynarska, T. Smereka, Wrocław 2007.
69. Biegun fonologiczny wyrażeń językowych w interpretacji kognitywnej jako obiekt diagnozy logopedycznej, [w:] Logopeda, red. J. Gruba, Katowice, 2009, s. 7–15.
70. Zaolziańskie dziedzictwo, [w:] Tradycja i współczesność. Folklor, język, kultura. Księga jubileuszowa dedykowana Prof. Karolowi Danielowi Kadłubcowi, red. D. Czubala, M. Miczka-Pajeska, seria „Oświata i kultura na Podbeskidziu”, t. V, Bielsko-Biała, 2009, s. 57–70.
71. Teorie językoznawcze jako rama dla obserwacji mowy zdefektowanej. Prolegomena do badań nad dysglosją, [w:] Diagnoza i terapia dysglosji, Wydawnictwo Regionalnego Ośrodka Metodyczno-Edukacyjnego „Metis” w Katowicach, red. B. Cyl, Katowice, 2009, s. 5–13.
72. Kształtowanie obrazu UCZUĆ i innych kategorii abstrakcyjnych u dzieci sześcioletnich, [w:] Sześciolatek: Przedszkolak czy uczeń? Dylematy w kształceniu i wychowaniu dzieci najmłodszych, red, I. Polewczyk, Gliwice 2009.
73. Uwagi wstępne (współautorki: M. Knapik, A. Łobos), [w:] W harmonii z naturą- elementy ekologii w pedagogice i sztuce, seria naukowa: „W kręgu pedagogiki, logopedii i glottodydaktyki”, t. I, red. M. Knapik, A. Łobos, I. Nowakowska-Kempna, WAM, Kraków, 2009.
74. Wprowadzenie (współautorka: D. Pluta-Wojciechowska), [w:] Studia z logopedii, seria naukowa: „W kręgu pedagogiki, logopedii i glottodydaktyki”, t. III, red. I. Nowakowska-Kempna, D. Pluta-Wojciechowska, WAM, Kraków, 2009.
75. Wprowadzenie (współautorka: D. Pluta-Wojciechowska), [w:] Studia z neurologopedii, seria naukowa: „W kręgu pedagogiki, logopedii i glottodydaktyki”, t. III, red. I. Nowakowska-Kempna, D. Pluta-Wojciechowska, WAM, Kraków, 2009.
76. Komunikacja w afazji semantycznej (współautorka: M. Barakomska), [w:] Studia z neurologopedii, seria naukowa: „W kręgu pedagogiki, logopedii i glottodydaktyki”, t. III, red. I. Nowakowska-Kempna, D. Pluta-Wojciechowska, WAM, Kraków, 2009.
77. Semantyka w kognitywnej teorii języka, [w:] Logopedia, t. 2, Materiały międzynarodowej konferencji logopedycznej, red. M. Młynarska, T. Smereka, Wrocław 2009.
78. Mots célèbres-Mots volants dans le discours public. Aspect glottodidactique, [w:] La porte des langues ouverte vers les hommes, INALCO, Paris 2009, s. 260–270.
79. De l’hyperstructure publicitaire (sur quelques exemples de la publicité touristique) (współautorka: S. Camm), [w:] Acta Philologica, Wydawnictwo Uniwersytetu Warszawskiego, Warszawa 2009, s. 229–236.
80. Morphological derivations as conceptual blends - the case of Polish suffix - arz, (w:) Studies in Cognitive Semantics, red. B. Bierwiaczonek, A. Turula, Wyd. WSL, Częstochowa 2010, s.131 - 142.
81. Patofonetyka jako przedmiot kształcenia logopedycznego, współautorka: Danuta Pluta-Wojciechowska, [w:] Logopedia u progu XXI wieku, Red. M. Młynarska, T. Smreka, Z cyklu: Mowa i myślenie 3, Wyd. Pod. Studia Logopedyczne UW, Wrocław 2010, s. 195–200.
82. Postępowanie terapeutyczne w pracy z pacjentem z afazją motoryczno-amnestyczną (współautor M. Barakomska), [w:] Studia z neurologopedii, seria naukowa: Pedagogika. Logopedia. Glottodydaktyka. t. III, red. I. Nowakowska-Kempna, D. Pluta-Wojciechowska, wyd. IGNATIANUM, WAM, Kraków 2010, s. 207–223.
83. Problemy emocjonalne współmałżonków osób po udarze mózgu, [w:] Edukacja i socjalizacja w życiu osoby niepełnosprawnej, red. A. Klinik, D. Prysak, wyd. Humanitas, Sosnowiec 2010, s. 149–161, współautor M. Barakomska.
84. Bułgarska reklama w dobie przemian, mediamorfozy i globalizacji, [w:] Slovo i slovesnost, Sbornik v čest na Doc. D-r Julija Baltova, Sofija 2010, Wyd. Emas, s. 152–161.
85. Język reklamy jako wyraz współczesnej kultury, [w:] Paisievi četenija. Istorija i săvremenno săstojanie na bălgarskija ezik. Naučni trudove, tom 48, kn. 8, sb A, Filologia, Plovdiv 2010, s. 311–325.
86. Reklama – gra potoczności ze sztuką, [w:] Slovjanite i tehnite kontakti. Wyd. US, Sofija 2010, s. 25–31.
87. Bułgarska reklama: między globalizacją a lokalizacją, między sloganem a apoftegmatem, [w:] Red. A. Barańska, Wielokulturowość komunikacji, Wyd. Primum Verbum, Łódź 2011, s. 112–119.
88. Konstruowanie sceny reklamy bułgarskiej – prototyp i propozycje nieprototypowe, [w:] Mižnarodnij slavističnij kolokvium, Lwów 2011.
89. Istinata v poetikata na bălgarskata reklama. Pragmatičen aspekt na istinata, [w:] Istina, mistifikacija, lăža v slavjanskite ezici, literaturi i kultiri, Sbornik s dokladi ot Desetite nacjonalni slavistični četenija, Sofijski Universitet „Kliment Ohridski”, Godišnik, Wyd. Lektura, Sofija 2011, s. 40–49.
90. Różne oblicza zaburzeń komunikacji u dzieci z wadami twarzoczaszki (współautor: Danuta Pluta-Wojciechowska), [w:] Z. Gajdzica, M. Bełza (red.), Wybrane zagadnienia socjalizacji i edukacji osób z ograniczoną sprawnością, Wyd. Of. „Humanitas”, Sosnowiec 2011, s. 54–60.
91. W harmonii z przyrodą. O wychowaniu przedszkolaka do współistnienia i współżycia ze środowiskiem naturalnym, [w:] W harmonii z naturą. Elementy ekologii w pedagogice i sztuce, red. M. Knapik, A. Łobos, I. Nowakowska-Kempna, wyd. WAM, Kraków 2011, s. 125–136.
92. Kształtowanie się wartości nadrzędnych w procesie wczesnego uspołecznienia dzieci w edukacji wczesnoszkolnej, [w:] Pamięć–Kultura–Edukacja. Red. AP Bieś SJ, M. Chrost, B. Topij-Stempińska, A. I., Wyd. WAM Kraków 2011, s. 215–245.
93. Konstruowanie przyczyny emocjonalnej w języku polskim i słoweńskim, [w:] Językoznawstwo kognitywne III, red. A. Kwiatkowska, współautor: A. Będkowska-Kopczyk, Łódź 2012.
94. Nowe zjawiska w bułgarskiej translacji, [w:] Konfrontacje języku i kulturze. Słowo w translacji 4, Gdańsk 2012.
95. Scene Construcion in Press Advertisment and Media Convergence, [w:] Media Convergence – Medienkonvergenz, Wyd. Peter Lang, Berlin 2012.
96. Żywoty świętych polskich o. Piotra Skargi SJ jako świadectwo życia według wartości, [w:] Rzecz o dziele Piotra Skargi SJ. Słowo o duchowości, patriotyzmie i wychowaniu, red. I. Nowakowska-Kempna, M. Chrost, wyd. Ignatianum, WAM, Kraków 2012, s. 145–155.
97. Zasadi konstrukcijnoj gramatiki v analizi bolgarskih modalnih recen, [w:] „Problemi slovjanoznavstva – Problems of Slovonic Studies”, vipusk 61 – volume 61, Wyd. Institut Slavistiki LNUIF, Lwów 2012, s. 96–104.
98. Gniew i złość – drogi do agresji, uzależnienia i śmierci. Wymiar wychowawczy i edukacyjny, [w:] Pedagogiczna refleksja nad życiem i śmiercią, red. B. Grochmal-Bach, wyd. Ignatianum, WAM Kraków 2012, s. 129–143.
99. Dziedzictwo kulturowe i teraźniejszość REGIONÓW POGRANICZA w edukacji międzykulturowej, [w:] Dziedzictwo kulturowo-historyczne regionu. Pedagogika międzykulturowa i etnopedagogika w refleksji metodologicznej, red. I. Nowakowska-Kempna, wyd. WAM, Kraków 2012, s. 63–97.
100. Rola i funkcje patofonetyki w diagnozie różnicowej afazji i dyzartrii. Zarys problematyki (współautor: M. Barakomska), [w:] Komunikace a handicap, red. K. Neubauer, M. Kaliba, Wyd. Gaudeamus, Hradec Králové 2012, s. 216–235.
101. ŻYCIE jako wartość w twórczym procesie osiągania wiedzy przez uczniów edukacji wczesnoszkolnej, [w:] Uniwersalne wartości kultury w edukacji i terapii, red. I. Nowakowska-Kempna, wyd. WAM, Kraków 2012, s. 57–77.
102. Wprowadzenie, [w:] Współczesne strategie i nowe wyzwania w wychowaniu przedszkolnym i edukacji wczesnoszkolnej, wyd. WAM, Kraków 2013.
103. Holizm jako zasada metodologiczna w strategiach nauczania zintegrowanego, [w:] Współczesne strategie i nowe wyzwania w wychowaniu przedszkolnym i edukacji wczesnoszkolnej, wyd. WAM, Kraków 2013, s. 9–21.
104. Podmiot doznający – experiencer w strukturach gramatycznych języka bułgarskiego na tle polszczyzny, [w:] „Język a Kultura” 2016, 3075/25, s. 231–248.
105. Droga polskich jezuitów na Wschód, [w:] Słowianie w podróży, red. R. Wyżkiewicz-Maksimow, J. Dziuba, Gdańsk 2016, s. 13–26, Wyd. Uniwersytetu Gdańskiego.
106. Ziemia. Analiza semantyczna: od łańcucha polisemicznego do modelu sieciowego, [w:] Żywioły w poznaniu. Metodologie z perspektywy językoznawczej i literackiej, red. E. Pawlikowska-Asendrych, wyd. AJD, Częstochowa 2016, s. 40–70.
107. Realizacja pomysłów dziecka wśród strategii stymulacji jego mowy i komunikacji. Uwagi o pedagogice kognitywistycznej (Współautor: Sandra Camm), [w:] Wielowymiarowość przestrzeni profilaktyki logopedycznej, red. E. Skorek, Zielona Góra 2017, s. 161–176.
108. Znaczenie badań przesiewowych w zakresie ryzyka dysleksji dla profilaktyki przedszkolnej i szkolnej (Współautor: Barbara Pietrowska), [w:] Wielowymiarowość przestrzeni profilaktyki logopedycznej, red. E. Skorek, Zielona Góra 2017, s. 213–228.
109. Komunikowanie się dzieci z dysfunkcjami sprzężonymi: niepełnosprawnością intelektualną i autyzmem (Współautor: Anna Dziwińska), [w:] Wielowymiarowość przestrzeni profilaktyki logopedycznej, red. E. Skorek, Zielona Góra 2017, s. 229–242.
110. PRZYJAŹŃ wśród wartości (Współautor: Sandra Camm), [w:] Septuaginta pedagogiczno-katechetyczna, red. J. Mółka, A. Walulik, Kraków 2017, s. 75–88
111. Mechanizmy kojarzenia (asocjacji) w badaniach etymologicznych i diachronicznych, [w:] Przeszłość w języku zamknięta. In memoriam Andreae Bańkowski, red. I. Kuśnierek, V. Jaros, U. Wójcik, P. Piasecka, Wyd. UJD, Częstochowa 2018, s. 53-73
112. Gramatyka konstrukcji – nowy typ analizy relacji składniowych, [w:] „Научни трудове” 2018, t. 56 nr 1, s. 556-566.
113. Kognitywizm wizualizacją stoi, [w:] Nauka (płynąca ze) sztuki - sztuka (uprawiania)   nauki, red. M. Bartosiak, G. Habrajska, Wyd. Primum Verbum, Łódź 2018.
114. Analiza semantyczno-składniowa konstrukcji w ujęciu Adele Goldberg, [w:] „Linguistische Treffen in Wrocław” 2019, t. 16 nr 2, s. 133-148.DOI 10.23817/lingtreff.16-10
115. Bożena Cząstka-Szymon, Iwona Nowakowska-Kempna,Polszczyzna śląszczyzna z perspektywy 100-lecia Niepodległej, [w:] Niepodległa wobec języka polskiego, red. R. Przybylska, B. Batko-Tokarz, S. Przęczek-Kisielak, Wyd. Uniwersytetu Jagiellońskiego, Kraków 2020, s. 41-63.
116. Iwona Nowakowska-Kempna, Sandra Camm, Pozycja frazeologizmu w gramatyce konstrukcji, [w:] Deutsche Phraseologie und Parömiologie im Kontakt und im Kontrast I. Beiträge der 2. internationalen Tagung zur Phraseologie und Parömiologie in Wrocław/Polen, 23.–25. Mai 2019, red. A. Gondek, A. Jurasz, P. Staniewski, J. Szczęk, Wyd. Verlag Dr. Kovač, Hamburg 2020, s. 139-152.
117. Pojęcie CZUĆ a definiowanie emocji, [w:] „Linguistische Treffen in Wrocław” 2020, t. 18, s. 293-305, DOI 10.23817/lingtreff.18-21.
118. Wizerunek malowany frazeologią (na przykładzie języka ukraińskiego), [w:] „Przegląd Wschodnioeuropejski” 2020, t. 11 nr 2, s. 471-486, DOI 10.31648/pw.6524.
119. Iwona Nowakowska-Kempna, Magdalena Raganiewicz, Olga Słabońska, Andrzej Skwara,Metaforyczność a procesy deleksykalizacji, [w:] Przeszłość w języku zamknięta : in memoriam Andreae Bańkowski II, red. U. Wójcik, V. Jaros, Wyd. UJD, Częstochowa 2020, s. 295-310.
120. Iwona Nowakowska-Kempna, Sandra Camm, Złota Bulla Papieska jako otwarcie Akademii Techniczno-Humanistycznej [w:] „Dokąd zmierzasz, humanistyko? Cz. I”, red. J. Szalej i B. Tomalak, Bielsko – Biała 2020, s. 26 - 38.
121. O potrzebie nowych badań terenowych dialektologicznych na Śląsku, [w:] „Rocznik Ostrowski” 2021, t. 7, s. 281-287.
122. Rola terminologii w tworzeniu paradygmatu badań (na przykładzie składni o bazie semantycznej i gramatyki konstrukcji), [w:] „Prace Językoznawcze” 2022, t. 24 nr 1, s. 55-69, DOI 10.31648/pj.7596
123. Iwona Nowakowska-Kempna, Sandra Camm,Konstrukcje semantyczno-składniowe z czasownikiem „czuć”. Uwagi na marginesie gramatyki konstrukcji i kognitywizmu, [w:] „Język a Kultura” 2022, t. 29, s. 45-58, DOI 10.19195/1232-9657.29.5
124. Iwona Nowakowska-Kempna, Sandra Camm,Frazemy w kanonie współczesnej polszczyzny, [w:] „Studia Neofilologiczn” 2022, t. 18, s. 11-30, DOI 10.16926/sn.2022.18.01
125. Iwona Nowakowska-Kempna, Sandra Camm,O Panu Tadeuszu inaczej. Dyskurs o potrawach, kuchni i kulturze narodowej, [w:] Teorie i praktyki komunikacji 2, red. A. Barańska-Szmitko , A. Filipczak-Białkowska, Wyd. Uniwersytetu Łódzkiego, Łódź 2023, s. 127 -145
126. Wielość gwar śląskich źródłem bogactwa regionu, [w:] „Poradnik Językowy” 2023, t. 801 nr 2, s. 20-37, DOI 10.33896/PorJ.2023.2.2
127. Kilka uwag o roli tekstów kultury w propagowaniu elementów gwarowych (na przykładzie kulinariów). Prace filologiczne 2024 (79): 281-297. ISSN 0138-0567; e-ISSN 2720-5037

### Recenzje
1. W trosce o kulturę języka ojczystego (rec.), „Zaranie Śląskie” nr 3, Katowice 1977, s. 231–238.
2. Z badań nad współczesną polszczyzną mówioną (rec.), „Zaranie Śląskie” nr 2, Katowice 1980, s. 388–391.
3. Z badań socjolingwistycznych nad językiem mówionym mieszkańców Śląska i Zagłębia (rec.), „Zaranie Śląskie” nr 4, Katowice 1980, s. 391–396.
4. Język mówiony Splitu (rec.), [w:] Socjolingwistyka nr 4, Red.: W. Lubaś, Katowice 1982, s. 254–257.
5. Składnia semantyczna jako teoria języka. Uwagi o „Gramatyce współczesnego języka polskiego.” Cz. I Składnia, Warszawa 1984. „Poradnik Językowy”, z. 2 1988, s. 144–154.
6. Składnia semantyczna jako teoria języka. Uwagi o „Gramatyce współczesnego języka polskiego.” Cz. I Składnia, Warszawa 1984. „Poradnik Językowy”, z. 3 1988, s. 211–221.
7. Na marginesie książki Anny Wierzbickiej „Lexicography and Conceptual Analysis” – kilka uwag o analizie prototypów, [w:] Etnolingwistyka IV (red. J. Bartmiński), Lublin 1992, s. 115–128.

Wypromowała 15 doktorów, spośród których 4 osoby uzyskały już stopień doktora habilitowanego. Była recenzentem 4 habilitacji, sześciu przewodów profesorskich i jednego doktoratu honoris causa.